# Nodonema
Nodonema là một chi thực vật thuộc họ Gesneriaceae. Chi này có các loài sau (tuy nhiên danh sách này có thể chưa đủ):
- Nodonema lineatum, B.L.Burtt